# Pic de l'Estelle
Le pic de l'Estelle (en catalan puig de l'Estella, nom qu'on retrouve parfois sur les cartes françaises) est un sommet pyrénéen culminant à 1 782 m d'altitude et situé sur les contreforts orientaux du massif du Canigou. Il marque la limite entre les régions historiques du Conflent, du Roussillon et du Vallespir. 
Sur ses flancs au sud se trouve le site de Batère, avec la tour de Batère (à l'est), ancienne tour à signaux permettant la communication entre ces trois régions, ainsi que les mines de Batère. Sur ses flancs au nord se trouve le site minier de la Pinosa.
Le pic de l'Estelle se situe dans un secteur du massif du Canigou où affleurent diverses formes de diorite. Elles font partie du pluton de Batère, qui s'est introduit dans des formations plus anciennes il y a environ 300 millions d'années.

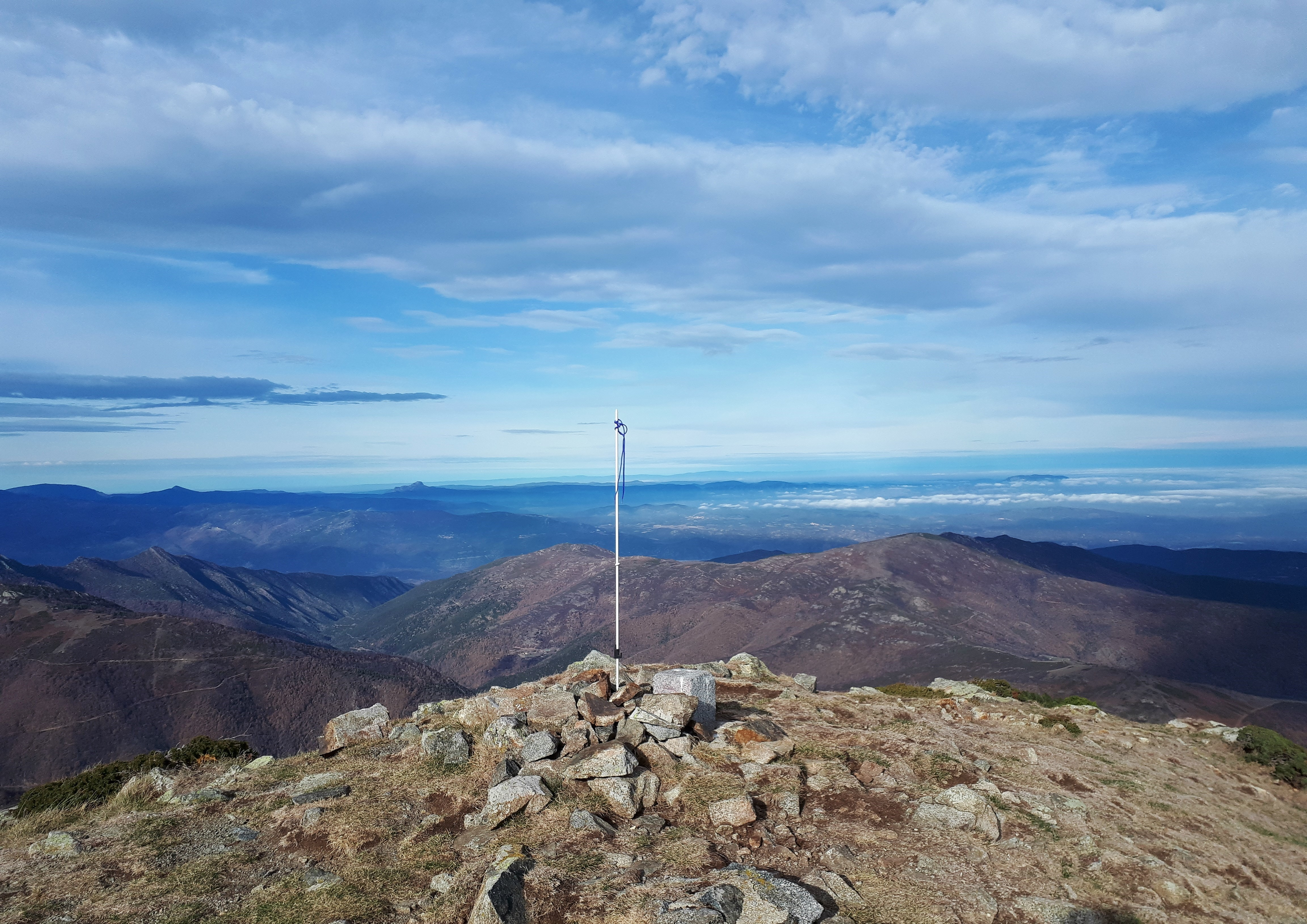
Vue vers le nord depuis le pic, sur les Aspres et la plaine du Roussillon.
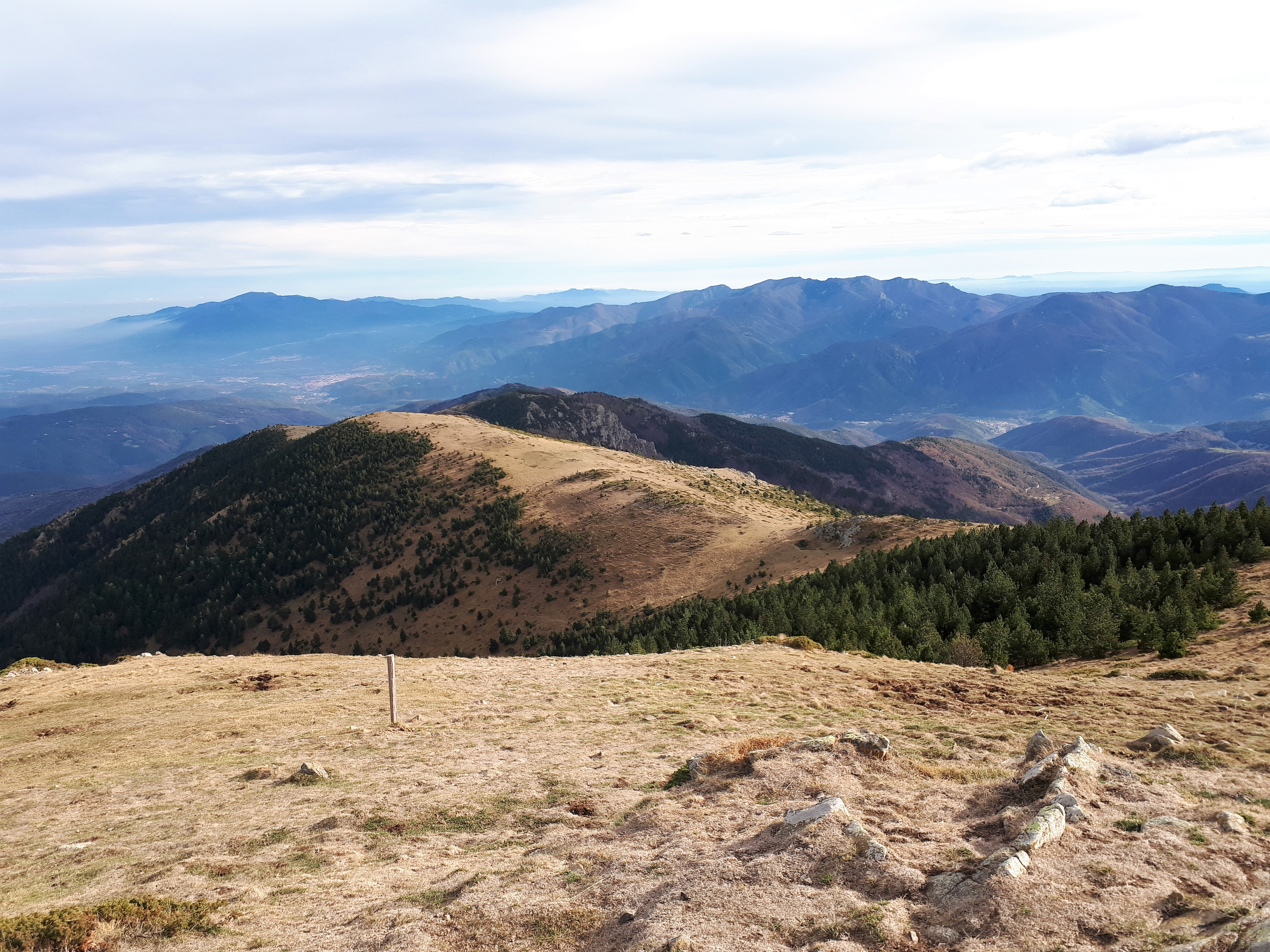
Vue vers le sud-est depuis le pic, sur le Vallespir et (au loin) le massif des Albères.
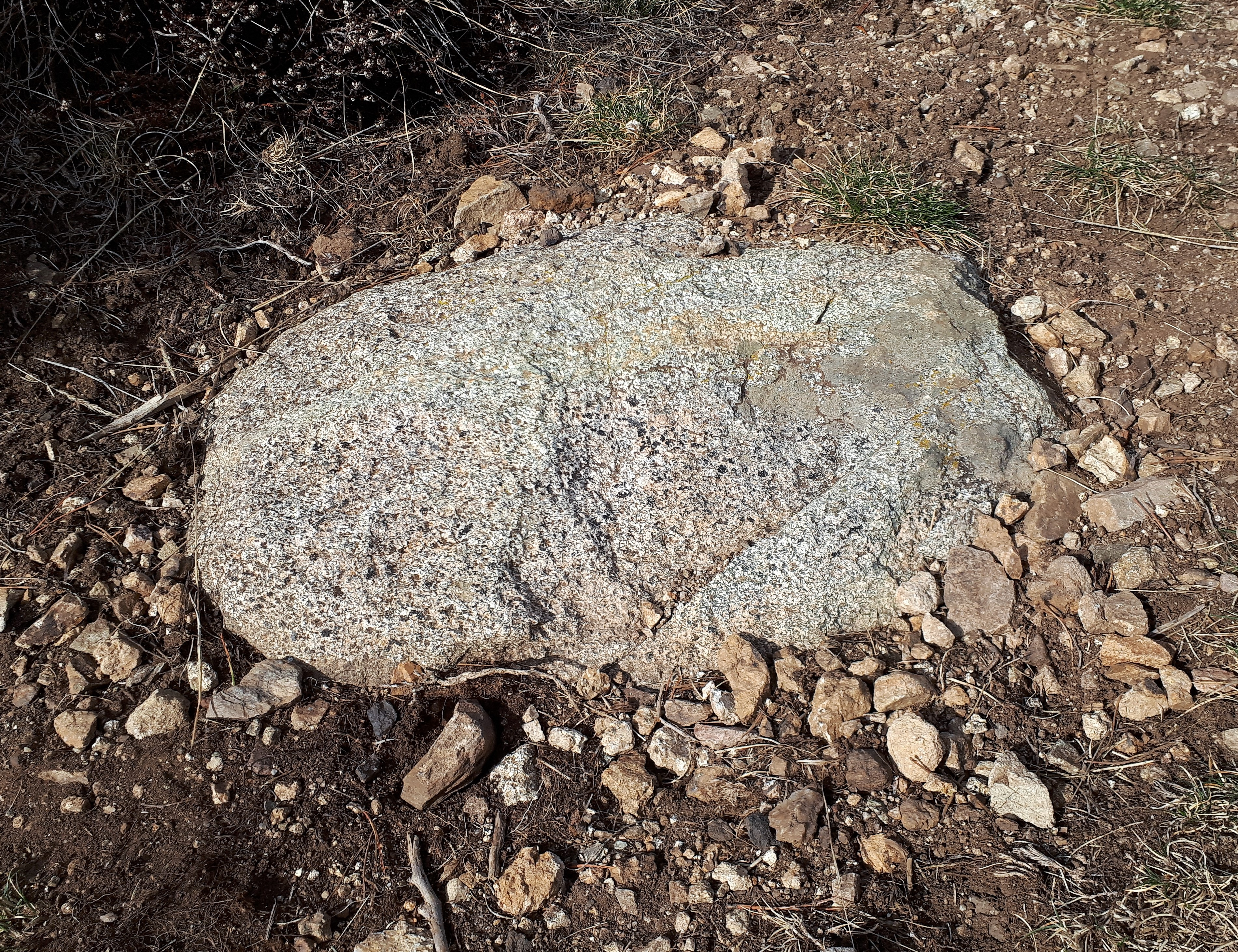
Gros caillou de diorite, pic de l'Estelle.